# Малмьо
Ма̀лмьо (на шведски: Malmö, произношение ['malmø:]) е третият по големина град в Швеция след Стокхолм и Гьотеборг. Населението на града е 316 588 жители.

## География
Градът е разположен на северния бряг на пролива Йоресунд в южна Швеция и е главен административен център на лен Сконе. Важно пристанище и железопътен възел. Има летище.
Малмьо се намира само на 25 км от Копенхаген по вода.

## История
Малмьо е основан през 1250 г. Той е сред от 133-те града на Швеция, които имат статут на исторически градове.
През 19 век Швеция разполага тежката си индустрия в този най-южен край на страната, в провинция лен Сконе, тъй като мястото осигурява много добър достъп по вода до Северна Европа.

## Архитектура
Мостът Йоресун над едноименния пролив, свързващ Малмьо с датската столица Копенхаген, е най-дългият мост над водна площ в Европа.
В Малмьо се намира сградата „Извитият торс“ (Turning Torso) на испанския архитект Сантяго Калатрава, която е втората по височина жилищна сграда в Европа. Небостъргачът с височина 190 м се намира на брега на пролива Йоресунд.
На площад „Сторторгет", който съществува от 16 век, може да се види статуята на крал Карл X Густав, царувал от 1654 до 1660, който завладява различни територии на Дания и ги присъединява към шведската империя в средата на 17 век.

## Култура
Малмьо е популярен със своята скейт култура.
Друга популярна културна дестинация е библиотеката на града. През зимата повечето обществени сгради в Швеция затварят в 15 ч, само библиотеката работи до 20 ч. Входът е безплатен.
Операта в Малмьо също е сред популярните културни средища в града.

## Кухня
„Лагом“ е шведската философия за перфектен баланс и наслада от живота. В Малмьо се сервират различни ястия с месо от лос. За деликатес се смята и месото от елен, маринована риба.

## Спорт
Сред най-известните футболни отбори в Швеция е представителният футболен отбор на града „Малмьо“ ФФ.
- Централната жп гара в Малмьо
- Стадионът в Малмьо

## Побратимени градове
- Аделейд, Австралия от 1988 г.
- Вааса, Финландия
- Варна, България
- Калининград, Русия
- Киети (провинция), Италия
- Нюкасъл ъпон Тайн, Англия
- Талин, Естония
- Таншан, Китай
- Флоренция, Италия
- Шчечин, Полша
- Щралзунд, Германия

## Личности, родени в Малмьо
- Бу Видербери (1930 – 1997), кинорежисьор
- Кристиан Вилхелмсон (р. 1979), шведски футболист-национал
- Анита Екберг (1931 – 2015), киноактриса
- Златан Ибрахимович (р. 1981), шведски футболист-национал
- Лукас Мудисон (р. 1969), шведски режисьор и сценарист
- Маркус Русенбери (р. 1982), шведски футболист-национал
- Ян Труел (р. 1931), кинорежисьор